# Napa Lombang
Napa Lombang is een bestuurslaag in het regentschap Padang Lawas Utara van de provincie Noord-Sumatra, Indonesië. Napa Lombang telt 144 inwoners (volkstelling 2010).